# Governo de La Rioja

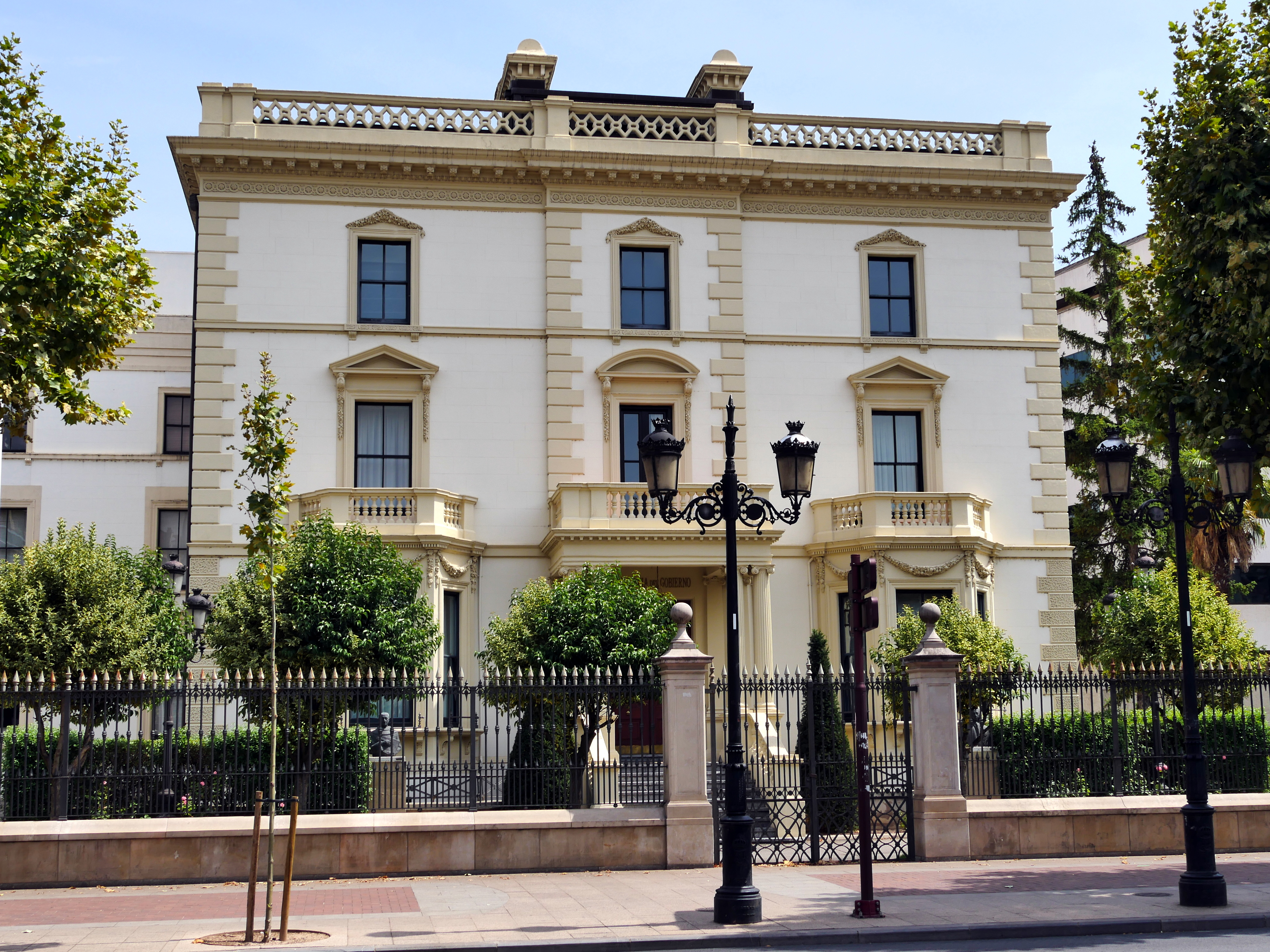
Palácio do Governo de La Rioja

O Governo de La Rioja é, junto ao Parlamento e Presidente regionais, uma dos três órgãos institucionais da Comunidade Autônoma de La Rioja, no norte da Espanha. Se compõe do Presidente da Comunidade, o Vice-Presidente e os Conselheiros.

## Funções
O Governo de La Rioja exerce o poder executivo e a administração da comunidade autônoma. Suas funções são, em particular:
- Exercer o poder regulamentário que não pertenece ao Parlamento;
- Prestar recursos ao Tribunal Constitucional;
- Executar as funções que sejam derivadas de ordenamento jurídico estatal e regional.